# From Newport to London: Greatest Hits Live... and More
From Newport to London: Greatest Hits Live... and More – drugi album koncertowy Basi, wydany w 2011 roku przez wytwórnię eOne Music.

## Tło
Płyta zawiera 15 utworów nagranych na żywo podczas koncertu w łódzkim klubie Wytwórnia 29 czerwca 2011, akustyczną wersję piosenki „There’s a Tear” z poprzedniego albumu It’s That Girl Again oraz dwa premierowe utwory: „From Newport to London” oraz „Wandering” nagrany w duecie z Mietkiem Szcześniakiem. Z kolei w koncertowym wykonaniu „A Gift” gościnnie pojawia się Ada Szulc.
Pierwszym singlem została tytułowa ballada „From Newport to London”, wydana w sierpniu 2011. Album ukazał się w Stanach Zjednoczonych we wrześniu, a jego polska premiera miała miejsce w październiku. Utwór „Wandering” promowany był na początku 2012 roku jako radiowy singel.

## Lista utworów
1. „Third Time Lucky” – 5:25
2. „Drunk on Love” – 4:42
3. „Cruising for Bruising” – 4:29
4. „How Dare You” – 4:25
5. „If Not Now Then When” – 3:19
6. „Love Lies Bleeding” – 3:02
7. „I Must” – 4:41
8. „Astrud” – 4:20
9. „New Day for You” – 4:02
10. „A Gift” (oraz Ada Szulc) – 3:48
11. „An Olive Tree” – 4:58
12. „From Now On” – 4:41
13. „Promises” – 4:08
14. „Time and Tide” – 4:09
15. „Copernicus” – 4:54
16. „There’s a Tear” (Acoustic) – 4:17
17. „Wandering” (oraz Mietek Szcześniak) – 3:44
18. „From Newport to London” – 4:33

## Pozycje na listach
| Kraj              | Lista                    | Najwyższa pozycja |
| ----------------- | ------------------------ | ----------------- |
| Stany Zjednoczone | Jazz Albums              | 13                |
| Stany Zjednoczone | Contemporary Jazz Albums | 6                 |